# Хойзингтон, Элизабет
Элизабет Пашель Хойзингтон (англ. Elizabeth Paschel Hoisington; 3 ноября 1918, Ньютон, Харви, Канзас — 21 августа 2007, Спрингфилд, Виргиния) — американский военный деятель, бригадный генерал Армии США, известная тем, что стала второй американской женщиной, достигшей генеральского звания. 7-й директор Женского армейского корпуса с 1 августа 1965 года по 1 августа 1971 года.
Родилась в Канзасе в семье с давними военными традициями. Окончив школу, получила образование химика и работала по специальности. Во время Второй мировой войны, в 1942 году записалась в только что учреждённый Женский армейский вспомогательный корпус Армии США. По окончании офицерской школы и после переименования в 1943 году Корпуса в армейский получила звание второго лейтенанта. Служила на Европейском театре военных действий, участвовала в освобождении Парижа, а после капитуляции Германии занималась обеспечением телефонной связи на Потсдамской мирной конференции. После окончания войны служила на командных должностях Корпуса в Лондоне, Париже, Франкфурте, Токио. Также работала и служила в штаб-квартире Шестой армии США в Сан-Франциско, в Пентагоне в Вашингтоне, штаб-квартире Европейского командования США в Париже. Окончила ряд армейских учебных заведений, в том числе Командно-штабной генеральный колледж Армии США. В 1964 году стала комендантом школы Корпуса на базе в Алабаме, а в 1965 году назначена директором Женского армейского корпуса. Проделала большую работу по введению новых учебных программ и совершенствованию условий службы женщин в армии, считая, что они не должны принимать активного участия в боевых действиях. В 1966 году была повышена в звании до полковника, несколько раз выезжала на фронт Вьетнамской войны. В 1970 году получила звание бригадного генерала, став второй женщиной в этом качестве вместе с Анной Мэй Хейз из Корпуса медсестёр. В следующем году вышла в отставку. На пенсии занималась общественной деятельностью, выражала своё несогласие с расформированием Корпуса и тем, что женщины стали служить в общих армейских подразделениях вместе с мужчинами. Скончалась в возрасте 88 лет в Виргинии и была похоронена с воинскими почестями на Арлингтонском национальном кладбище.

## Биография

### Молодые годы, семья, образование
Элизабет Пашель Хойзингтон родилась 3 ноября 1918 года в Ньютоне, штат Канзас.
Семья Хойзингтон славилась давними военными традициями. Она была прямым потомком Эбенезера Хойзингтона (1729—1804), участника Американской революции и индейских войн, отца-основателя штата Вермонт. Дед, полковник Перри Майло Хойзингтон I (1857—1933), был одним из основателей Национальной гвардии Канзаса, масоном Древнего и принятого шотландского устава и великим мастером Великой ложи Канзаса. Отец, Эдвард Грегори Хойзингтон I (1887—1956), выпускник Военной академии в Вест-Пойнте (1911), полковник Армии США, командовал 4-м пехотным полком на базе Форт-Джордж-Райт, прослужил 39 лет в Армии США. 22 октября 1913 года он женился на Мэри Жозефине Суинг (1892—1989) в Спокане, штат Вашингтон. У четы Хойзингтон было шесть детей: три сына и три дочери, включая Элизабет, причём все были связаны с военной службой. Нэнси Элеанор (1931—2012), жена полковника Армии США Чарльза Руфуса Смита-младшего (1928—2014), выпускника Вест-Пойнта (1950). Мэри Жозефина (1922—2005), жена полковника Армии США Джеймса Эдвардса Мэртенса (1919—1998). Перри Майло Хойзингтон II (1916—2006), выпускник Вест-Пойнта (1939), генерал-майор ВВС США, кавалер Креста лётных заслуг. Грегори Хойзингтон II (1914—1941), выпускник Вест-Пойнта (1938), подполковник ВВС США, погиб в автоаварии во время Второй мировой войны. Роберт Генри Хойзингтон (р. 1925), выпускник Вест-Пойнта (1950), подполковник, во время Второй мировой попал в плен и был найден Элизабет, ездившей в Германии по освобождённым лагерям военнопленных.
В детстве Элизабет с помощью отца научилась стрелять и ездить на лошади, играла в теннис, а также учила стрельбе девочек в летнем лагере. В 1936 году в числе лучших студентов она окончила среднюю школу при колледже Нотр-Дам Мэриленда, а в 1940 году соответствующий колледж со степенью бакалавра в области химии. Позднее, в 1967 году, Элизабет получила почётную степень доктора права от родного колледжа. После получения образования некоторое время она работала по специальности на Аляске, где служил отец.

### Военная карьера
В 1939 году, в преддверии Второй мировой войны, различные женские организации активно лоббировали создание женского корпуса в Армии США подобно британскому Женскому вспомогательному корпусу. Новый начальник штаба Армии США генерал Джордж Маршалл, взяв за образец Гражданский корпус охраны окружающей среды, созданный в годы депрессии президентом Франклином Рузвельтом, подготовил распоряжение о создании женского армейского подразделения, члены которого не были бы частью армии, но работали в ней как «повара, официантки, служащие, шоферы». Наконец, 15 мая 1942 года Рузвельт подписал закон о создании Женского армейского вспомогательного корпуса. Заручившись согласием родителей, в ноябре 1942 года Хойзингтон записалась в Корпус. Она прошла базовую военную подготовку на базе Форт-Де-Мойн, штат Айова, где училась в холоде и грязи, но тем не менее легко привыкла к армейской жизни.
«От рядового до первого сержанта, это было моё самое большое продвижение в карьере».
В то время женщины должны были прослужить некоторое время в армейском соединении до обращения в школу кандидатов в офицеры, ввиду чего рядовой Хойзингтон отбыла в 9-ю роту Корпуса по раннему предупреждению в воздухе в Бангоре, штат Мэн. Командир подразделения сразу разглядел в ней военный талант и спустя всего лишь две недели службы повысил в звании до первого сержанта. Позже Хойзингтон рассказывала, что разыскала самого сердитого мужчину, которого вообще могла найти, и попросила научить её всему тому, что нужно было знать офицеру. Не открыв ни одной книги, в мае 1943 года Хойзингтон успешно окончила офицерскую школу на базе Форт-Ли, штат Виргиния, получив звание третьего офицера Корпуса. 1 июля того же года решением Конгресса Корпус был переименован, а состоящие в нём 140 тысяч женщин-офицеров стали обладателями стандартных армейских рангов, званий и зарплат, таких же как и у мужчин-военнослужащих. После этого Хойзингтон стала вторым лейтенантом.
Будучи офицером, Хойзингтон командовала подразделениями Корпуса на базах Форт-Оглторп, штат Джорджия, и Форт-Кук, штат Калифорния. В 1944 году она окончила армейскую телефонистскую школу, а затем отправлена в Европу: после высадки служила во Франции, освобождала Париж. Во время службы на Европейском театре военных действий Хойзингтон была награждена медалью «Бронзовая звезда». После капитуляции Германии в мае 1945 года она помогала с организацией телефонной связи на Потсдамской мирной конференции. До 1946 года Хойзингтон была командиром отряда Корпуса при Европейском командовании в Лондоне, Париже и Франкфурте.
«Если бы я научилась печатать, я бы никогда не стала бригадным генералом».
В 1946 году Хойзингтон уволилась из Корпуса и отправилась к семье и отцу, перенёсшему сердечный приступ. За несколько месяцев до того, как Акт об интеграции женщин в вооружённые силы обеспечил женщинам постоянное место в армии, в начале 1948 года она вернулась в Корпус. В 1948—1950 годах Хойзингтон была командиром батальона Корпуса при штаб-квартире Дальневосточного командования в Токио, Япония. Затем она командовала отрядом Корпуса на базе Форт-Монро, штат Виргиния. В 1951—1954 годах Хойзингтон работала в штабе директора Корпуса, в том числе в должности технического информационного офицера. В 1954—1957 годах она служила в штаб-квартире Шестой армии США на базе Пресидио в Сан-Франциско, штат Калифорния. Хойзингтон работала на различных ключевых административных должностях в Пентагоне, в том числе в канцелярии заместителя начальника штаба Армии по личному составу (1958—1961), а также в штаб-квартире Европейского командования США в Париже (1961—1964). Несмотря на такую карьеру, Хойзингтон так и не научилась работать с печатной машинкой.
В 1954 году Хойзингтон окончила Высшие офицерские классы Корпуса, в 1957 году — Командно-штабной генеральный колледж Армии США на базе Форт-Ливенворт, штат Канзас, а в 1964 году — Школу менеджмента Армии США на базе Форт-Бивер, штат Виргиния. 1 ноября 1964 года она была назначена на пост коменданта школы Корпуса на базе Форт-Макленнан, штат Алабама. В число обязанностей Хойзингтон входили управление Центром Корпуса, контроль за обучением офицеров, укомплектование подразделений личным составом. Её предшественницей в этой должности была подполковник Сью Линч, а преемницей стала — подполковник Элизабет Бранч.
1 августа 1965 года Хойзингтон была назначена директором Женского армейского корпуса, став 7-й в этой должности и сменив полковника Эмили Горман. В её присутствии в 1967 году в Белом доме президент Линдон Джонсон подписал публичный закон 90-130, устраняющий барьеры в отношении женщин-военнослужащих для продвижения по службе на высшие офицерские звания. В то время роль женщин менялась как в армии, так и в обществе в целом, и за пять лет под руководством Хойзингтон количество женщин, записавшихся на военную службу в Корпус, увеличилось с менее 10 тысяч до 13 тысяч человек, а их должностные обязанности были существенно расширены и стали включать в себя разведку, электронику, администрирование персонала и управление воздушным движением. В августе 1966 года Хойзингтон была повышена в звании до полковника. После начала Вьетнамской войны в 1967 году она лично ездила на фронт, где инспектировала подразделения Корпуса, которые служили в Сайгоне и Лонг Бине. Тем не менее Хойзингтон не стремилась отправлять женщин-военнослужащих во Вьетнам, отмечая, что спор о целях и методах ведения войны будет сдерживать прогресс в расширении роли женщин в армии, а также считая, что женщины не должны носить оружие и принимать активное участие в боевых действиях. Также она не была сторонницей поправки о равных правах, но тем не менее выступала за равную оплату равного труда.
15 мая 1970 года Хойзингтон историческим решением президента Ричарда Никсона получила звание бригадного генерала. Никсон первым из президентов воспользовался таким правом впервые с момента принятия соответствующего закона в 1967 году и за всю 196-летнюю военную историю США. Хойзингтон узнала о своём повышении за несколько минут до официального объявления, после чего её кабинет в Пентагоне стал местом всеобщего ликования. Церемония присвоения звания прошла 11 июня 1970 года в Пентагоне в присутствии начальника штаба Армии генерала Уильяма Уэстморленда и секретаря Армии Стэнли Ресо, членов Конгресса, официальных лиц. Хойзингтон стала второй женщиной в истории армии США, повышенной до бригадного генерала, после начальника Корпуса медсестёр Анны Мэй Хейз. При этом присвоение им званий прошло во время одной церемонии, однако Хейз получила свои звёзды на несколько минут раньше Хойзингтон по алфавитному порядку и поэтому «технически» считается первой женщиной — бригадным генералом. Тем не менее Хойзингтон стала первым генералом в своём Корпусе, а так как к тому времени Перри уже был генералом, после повышения Элизабет они оказались первыми братом и сестрой — генералами в Вооружённых силах США. Генерал Уэстморленд прикрепил серебряные звёзды к погонам Хойзингтон вместе с её матерью. На церемонии также присутствовала вдова бывшего президента Дуайта Эйзенхауэра, Мейми, которая поздравила Хойзингтон и Хейз, подарив последней те самые звёзды, которых её муж получил ещё в 1941 году, когда стал бригадным генералом. Уэстморленд поцеловал Хойзингтон и Хейз по очереди в губы, в шутку положив начало традиции поздравления женщин-генералов, но и всерьёз отметил, что они стали первыми женщинами-командующими на Западе со времён Жанны д’Арк. После этого Хойзингтон вместе с Хейз стали медийными персонами, появившись в телепередачах Дика Каветта и Дэвида Фроста, популярных шоу «Today» и «What's My Line?». В 1971 году Хойзингтон была награждена медалью Почёта от национального общества «Дочерей американской революции».

### В отставке
1 августа 1971 года Хойзингтон вышла в отставку и на церемонии в Форт-Макленнане была награждена генералом Уэстморлендом медалью Армии «За выдающуюся службу», самой высокой небоевой военной наградой США. Она ушла на пенсию одновременно с Хейз. Следующим после Хойзингтон директором Корпуса стала бригадный генерал Милдред Бейли. К тому времени в Корпусе было разрешено служить замужним женщинам, а беременным начали предоставлять отпуска. Однако сама Хойзингтон была против этого, считая, что такие нововведения подрывают высокие стандарты, установленные в Корпусе в военное время, а само женское освободительное движение не имеет ничего общего с открытием военных должностей для женщин.
Спустя семь лет после отставки Хойзингтон, 24 апреля 1978 года секретарь Армии Клиффорд Александер объявил о том, что должность директора Корпуса упраздняется. На церемонии проводов действующего директора бригадного генерала Мэри Кларк, прошедшей 28 апреля в пресс-центре минобороны в Пентагоне при участии начальника штаба Армии Бернарда Роджерса, в числе бывших директоров Корпуса присутствовала и Хойзингтон. 29 октября актом Конгресса был упразднён и сам Корпус, остававшийся до того времени отдельным женским армейским подразделением, после чего женщины стали служить на равных вместе с мужчинами в регулярной армии. Через несколько лет после своей отставки Хойзингтон отметила, что «пошла бы продавать звёзды, чтобы восстановить всё то, что мы потеряли за эти годы».
В 1985 году Хойзингтон стала первой женщиной — членом совета посетителей Военного института Виргинии, несмотря на своё убеждение в том, что женщины не должны состоять в военных академиях. Она поддерживала тесные связи с Норвичским университетом в Нортфилде, штат Вермонт, преподавала курсантам, воспринимавшим её как ролевую модель. Впоследствии именем Хойзингтон была названа специальная премия, вручаемая лучшей женщине-кадету университета. Хойзингтон ездила по всей стране с выступлениями, собирала деньги на Женский музей Армии США в Форт-Ли; в 2001 году участвовала в его открытии вместе с секретарём Армии Джозефом Уэстфалом и своими товарищами по Корпусу.
Хойзингтон никогда не была замужем, но будучи известной своими афоризмами, говорила: «Армия — моя первая любовь». Она жила по-спартански, особо не умела и не любила готовить. Хойзингтон оставила воспоминания о жизни и службе, записанные в 1981 и 1984 годах по программе устной истории музея Корпуса. До 2002 года она проживала в Арлингтоне, но после перенесённого инсульта переехала в посёлок в Спрингфилде, штат Виргиния.

### Смерть, похороны
Элизабет Пашель Хойзингтон скончалась 21 августа 2007 года в Спрингфилде в возрасте 88 лет от хронической сердечной недостаточности. У неё остались сестра и брат, живущие в Аннандейле (Виргиния) и Хантсвилле (Алабама) соответственно. Узнав о смерти Хойзингтон, бригадный генерал Хейз сказала, что «она была великим лидером. Её очень любили, она пользовалась огромным уважением». Прощание прошло в часовне Олд-Пост на базе Форт-Майер, штат Виргиния. 7 ноября была похоронена с полными военными почестями на Арлингтонском национальном кладбище (секция 6, участок 9239-A-B).

## Награды
| \| \| \| \| \| \| \| \| \| \| \| \| \| \| \| \| | Сверху вниз, слева направо: Медаль Армии «За выдающуюся службу», орден «Легион почёта» с пучком дубовых листьев, медаль «Бронзовая звезда», Похвальная медаль Армии, медали «За службу в Женском армейском корпусе», «За Американскую кампанию», «За Европейско-африканско-ближневосточную кампанию» с одной звездой за службу, Победы во Второй мировой войне, «За службу в оккупационной армии», «За службу национальной обороне» с пучком дубовых листьев, французский Военный крест со звездой. |                                       |
| Бронзовый пучок дубовых листьев                 | |                                       |
|                                                 | |                                       |
|                                                 | Бронзовая звезда за службу |                                       |
|                                                 | Бронзовый пучок дубовых листьев | Золотая звезда повторного награждения |